# Rozalia Bułkowska
Rozalia Bułkowska – polska „Sprawiedliwa wśród Narodów Świata”.

## Życiorys
W trakcie II wojny światowej mieszkała w jednej ze wsi pod Zbarażem. Wiosną 1943 r. przyjęła pod swój dach żydowską rodzinę Bibersteinów - uciekinierów z miejscowego getta, którzy do Zbaraża trafili z Gdyni. Bułkowska wzruszyła się ich niedolą i postanowiła ze wszelką cenę uratować czwórkę przedstawicieli rodziny. Ukryła ich na polu przylegającym do jej domu, gdzie zaopatrywała ich w żywność i odzież. Później zaś zorganizowała dla nich kryjówkę w stodole, leżącej nieopodal jej domu. Przebywała tam już wówczas dwójka innych Żydów (matka z synem). Dzięki jej zaangażowaniu cała szóstka doczekała wkroczenia Armii Czerwonej. 
23 czerwca 1996 r. Instytut Jad Waszem uhonorował Rozalię Bułkowską medalem „Sprawiedliwy wśród Narodów Świata”.